# Parailia congica
Parailia congica is een straalvinnige vissensoort uit de familie van de glasmeervallen (Schilbeidae). De wetenschappelijke naam van de soort is voor het eerst geldig gepubliceerd in 1899 door George Albert Boulenger.
Deze soort komt voor in het bekken van de rivier de Congo.